# Sexmo de Lozoya
El sexmo de Lozoya o Valdelozoya es una división administrativa castellana de origen medieval perteneciente a la Comunidad de Ciudad y Tierra de Segovia.
Los sexmos son una división administrativa que, en un principio, equivalían a la sexta parte de un territorio determinado, generalmente comprendían una parte del término rural dependiente de una ciudad.

## Geografía

#### Límites
| Noroeste: Sexmo de San Lorenzo                     | Norte: Sexmo de San Lorenzo, Sexmo de Posaderas, Localidades del obispado | Noreste: Tierras de Pedraza, Tierras de Uceda  |
| Oeste: Sexmo de San Lorenzo, Sexmo de San Millán   |                                                                           | Este: Tierras de Uceda                         |
| Suroeste: Sexmo de Manzanares, Sexmo de San Millán | Sur: Sexmo de Manzanares                                                  | Sureste: Sexmo de Manzanares, Tierras de Uceda |
| ----Mapa interactivo — Sexmo de Lozoya             |                                                                           |                                                |

## Comunidad de Ciudad y Tierra de Segovia
La Comunidad de Ciudad y Tierra de Segovia se divide en 10 sexmos, aunque en un principio fueron seis. De los sexmos que pertenecen a la Comunidad de Ciudad y Tierra de Segovia ocho se encuadran dentro de la actual provincia de Segovia y dos en la provincia de Madrid. Estos sexmos son:
- San Lorenzo
- Santa Eulalia
- San Millán
- la Trinidad
- San Martín
- Cabezas
- el Espinar
- Posaderas
- Lozoya
- Casarrubios

Anteriormente también formaron parte los de:
- Tajuña
- Manzanares
- Valdemoro

## Localidades del sexmo de Lozoya
El sexmo de la Lozoya, parte de las Comunidades Segovianas, está encabezado por la localidad de Lozoya y dividido en los siguientes pueblos:
- Los Grifos;
- Oteruelo del Valle;
- Rascafría;
- Alameda del Valle;
- Pinilla del Valle;
- Canencia;
- Bustarviejo;
- Valdemanco;
- Navalafuente.

También es un punto clave el Monasterio del Paular.